# Яхмос-Нефертарі
Яхмос-Нефертарі (Яхмес-Нефертарі) — одна з найвідоміших єгипетських цариць початку Нового царства, політичні і релігійні титули якої стали основою для створення нового державного і сакрального статусу дружин фараонів XVIII династії. Першою прийняла титул дружини бога, реформувала релігійну систему, обожнена і широко шанована за життя, довго правила одноосібно. Заснувала некрополь Долини царів, зводила культові споруди, заснувала власну школу для жриць.

## Ім'я і титули
В її імені ієрогліф «нефер» позначає «гожа», «досконала», «щаслива», «прекрасна». Титули: «донька царя», «сестра царя», «дружина царя», «Велика дружина царя», «мати царя», а також «Вождь Верхнього і Нижнього Єгипту», «Другий пророк Амона», а згодом «Верховна жриця Амона».
Яхмос-Нефертарі була першою жінкою з дому царів XVIII династії, яка прийняла титул хемет нечер (hm.t-nTr) — «дружина бога», а, окрім цього, зіграла велику роль в реформуванні системи жрецтва храму Амона у Карнаку. Сам факт прийняття титулу, який наблизив царицю до богів, відображений в тексті стели, спорудженої Яхмосом I в храмі верховного фіванського божества. Пізніше цей титул, який став важливою складовою сакрального статусу єгипетських цариць епохи Нового царства і Пізнього часу, був переданий спадкоємицям Яхмос-Нефертарі — Мерітамон і, пізніше, цариці Хатшепсут.

## Біографія
Онука легендарної цариці Тетішері, «бабусі XVIII династії», донька фараона Таа II Секененра і цариці Яххотеп I, Яхмос-Нефертарі у шлюбі з братом, царем-визволителем Єгипту від гіксосського володарювання, Яхмосом І, народила фараона Аменхотепа I і принцес Саткамос і Сатамон. Яхмос-Нефертарі пережила чоловіка на значний термін і довгі роки керувала Єгиптом регенткою при малолітньому синові Аменхотепі I, дожила до похилого віку.
Резиденція «дружини бога» була зведена за Яхмос-Нефертарі на західному березі Нілу, навпроти Карнаку. Яхмос-Нефертарі заснувала школу для жриць в Фівах і сама нею керувала, а також мала заступника, який вів справи за її відсутності.
Збереглася велика кількість джерел, що розповідають про активну діяльність Яхмос-Нефертарі, яка ввела ряд важливих нововведень в храмові служби найбільших фіванських храмів, а також брала участь у всіх справах чоловіка — від відкриття нових каменярень до будування монументальних пам'ятників. В тексті однієї зі стел того часу наводиться цікавий факт про те, як фараон Яхмос I радився зі своєю всесильною дружиною навіть перед прийняттям рішення щодо зведення кенотафу цариці Тетішері у Абідосі. 
Текст, який датується першим роком правління наступника сина, Тутмоса I, свідчить, що Яхмос-Нефертарі, можливо, пережила і сина. Цариця була обожествлена посмертно і з безпрецедентною славою шанувалася як велика покровителька Фів разом з Аменхотепом I. Особливо популярний їх культ був в Дейр-ель-Медіні — селищі будівників царських гробниць, які вважали велику царицю і її сина своїми заступниками.
Яхмос-Нефертарі протягом століть вважалась взірцем благочестя і великою заступницею за душі померлих, про що свідчать численні написи у приватних гробницях фіванського некрополя, а також зображення цариці з обличчям чорного кольору, що свідчило про її ототожнення з божествами рангу Осіріса, перш за все, з Ізідою. У написах Яхмос-Нефертарі називається «володаркою неба», «пані Заходу», «тією, чиї слова виконуються негайно». Скіпетри і предмети, пов'язані з царицею, вважалися святощами і зберігалися в кількох храмах країни, в тому числі — в храмі Хатхор в Серабіт ель-Хадім на Синаї. Відомі численні культові статуетки обожненої цариці, інколи створені через кілька століть після її смерті.
Яхмос-Нефертарі заснувала некрополь Долини царів.
Мумія Яхмос-Нефертарі в колосальному саркофазі, виконаному з дерева і картонажу довжиною понад 4 метрів, знайдена у 1881 році в царській гробниці DB-320 в Дейр ель-Бахрі; тут також була знайдена мумія знатної дами Райї, її годувальниці. Унікальний саркофаг зображує царицю у всій її величі: на її голові шуті — висока корона з двох пір'їн, а в схрещених руках — масивні символи вічного життя анкх; саркофаг цікавий також тим, що на відміну від антропоморфних єгипетських трун у нього немає традиційної кришки, знімалась лише та її частина, що знаходилась нижче грудей зображуваної цариці. На жаль, розгорнута ще у XIX столітті, мумія збереглася погано, почала розкладатися; залишки були збережені лише за допомогою спеціальних засобів, застосованих під час реставрації. Первісна гробниця цариці і її сина, імовірно, знаходиться в некрополі Дра Абу ель-Неґа.

## Галерея

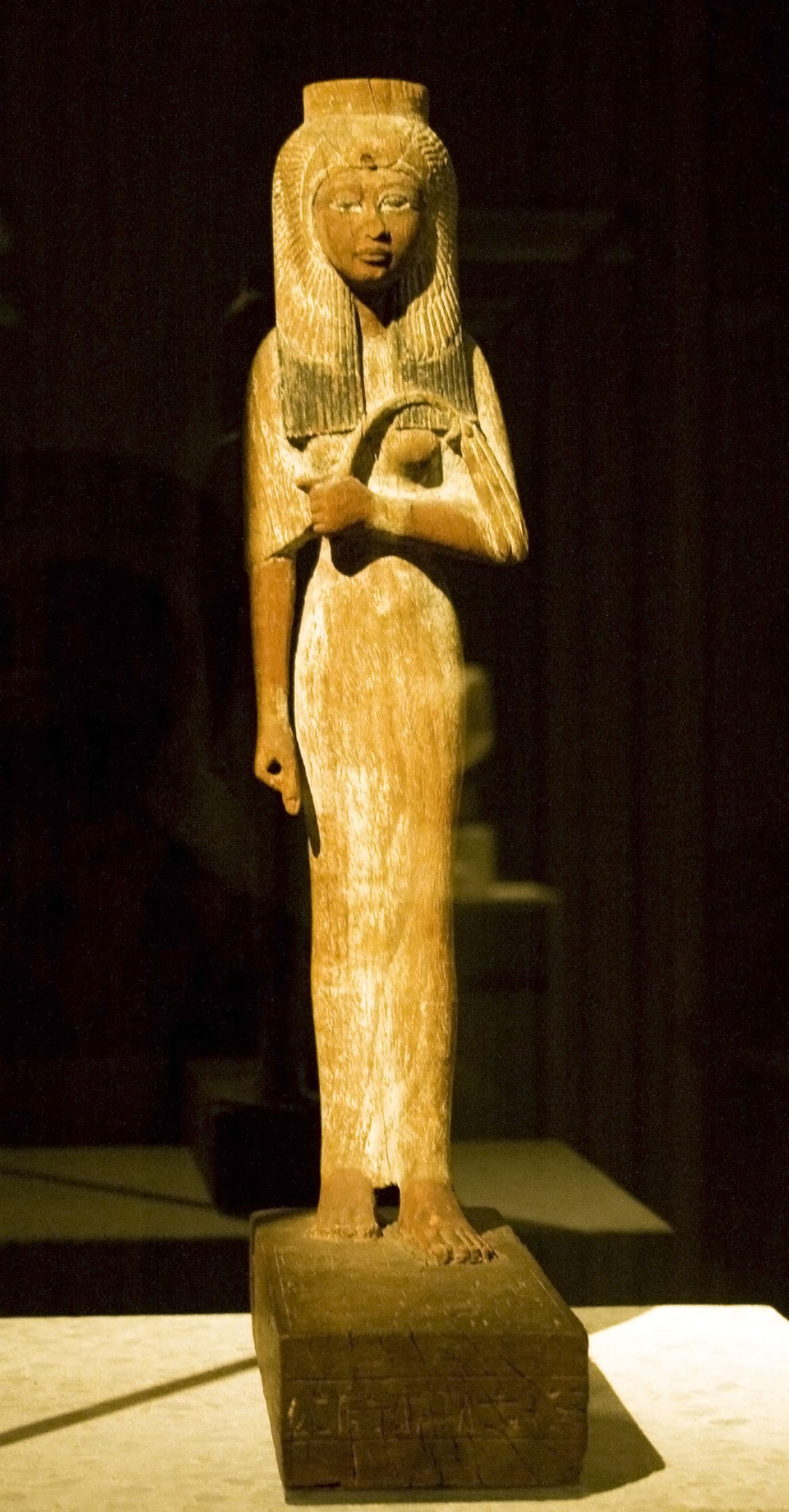
Яхмос-Нефертарі, 1200 до н.е., посмертна скульптура, дерево; Фіви
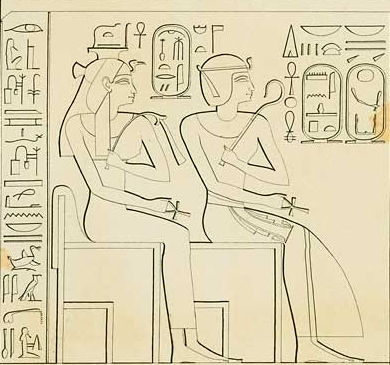
Яхмос-Нефертарі і Аменхотеп I
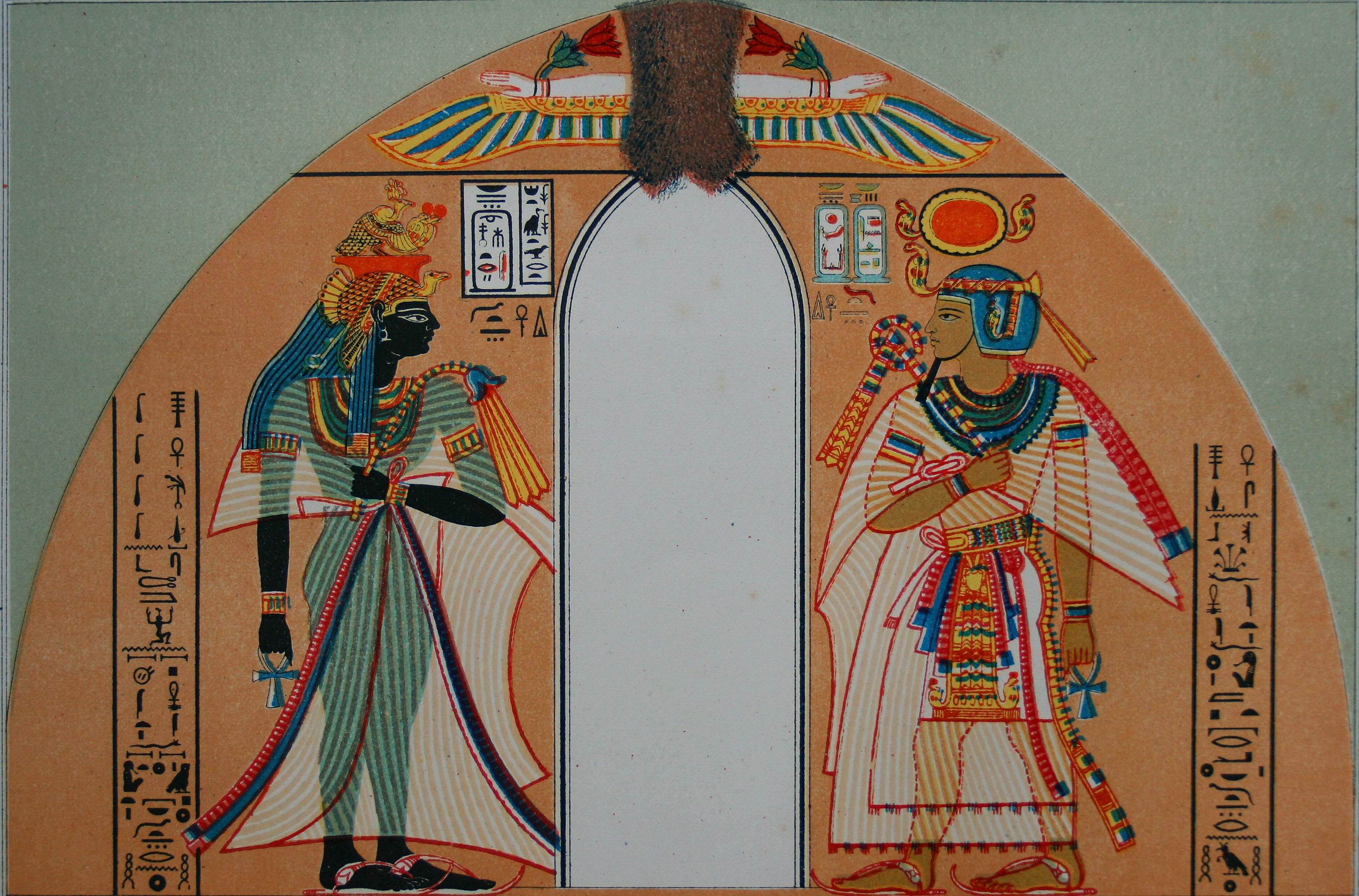
Аменхотеп I зі своєю матір'ю королевою Яхмос-Нефертарі
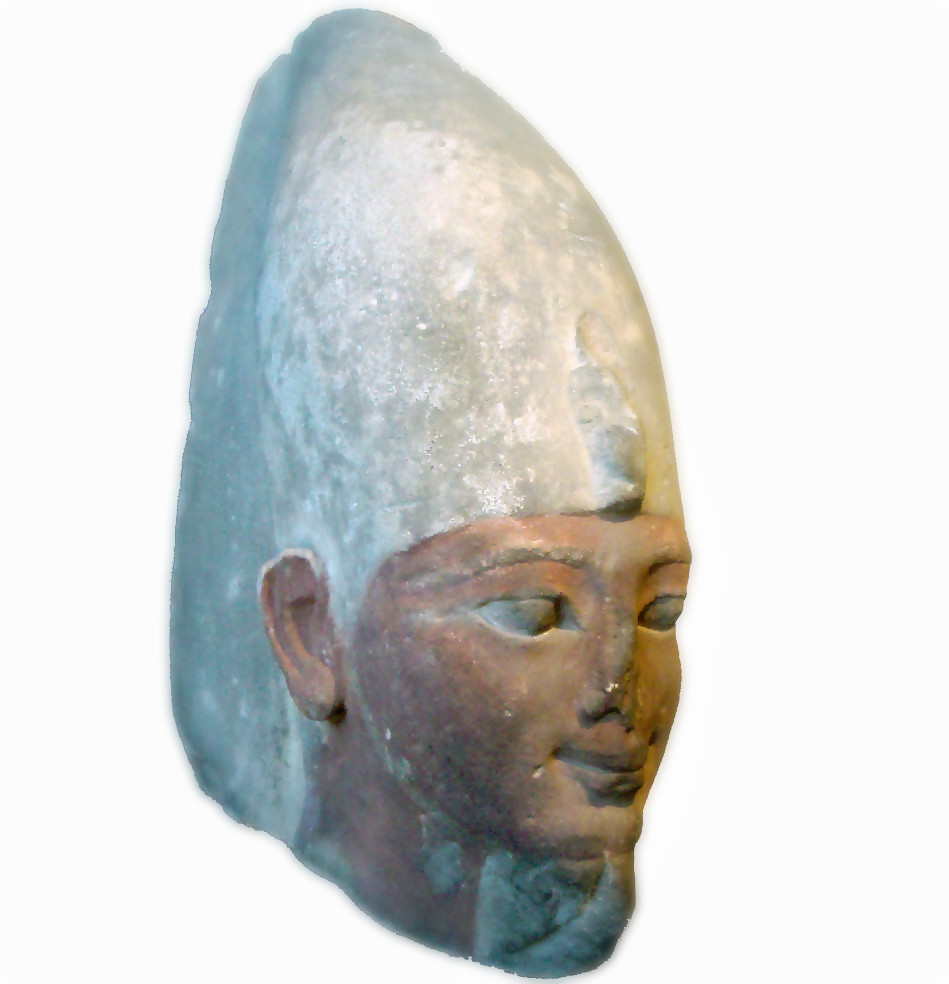
Яхмос-Нефертарі
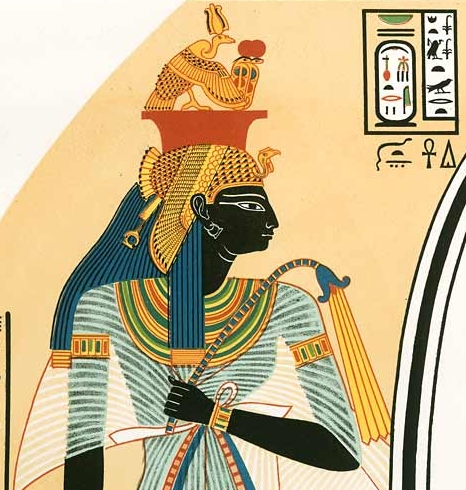
Яхмос-Нефертарі

## Культурний вплив
Яхмос-Нефертарі — одна з діючих осіб роману Наґіба Махфуза «Війна у Фівах», який розповідає про звільнення Єгипту з-під влади гіксосів.